# Gli Idoli
Gli Idoli erano un gruppo musicale italiano costituitosi a Bologna, noti per aver accompagnato Lucio Dalla dal 1966 al 1972.

## Storia

Lucio Dalla con gli Idoli nel 1972. Da sinistra: Renzo Fontanella al basso, Giovanni Pezzoli alla batteria e Bruno Cabassi alle tastiere

Formatisi nei primi anni sessanta, alla fine del 1965 diventano sostanzialmente la backing band di Lucio Dalla, che all'epoca aveva da poco avviato la carriera solista. Suonano quindi, spesso accreditati d'ufficio, in tutte le incisioni del cantautore lungo il decennio, a partire dall'album 1999 (che li raffigura sul retro di copertina), fino a Terra di Gaibola e Storie di casa mia. Gli Idoli accompagnano Dalla in pianta stabile anche nei concerti del periodo, come ben documentato dall'album retrospettivo Geniale? (1991).
In alcuni casi il batterista Giorgio Lecardi ha scritto testi per brani di Dalla (ad esempio Non è un segreto e Gragnanino blues). 
Renzo Fontanella, bassista del gruppo, è invece ricordato per aver suonato il violino in 4/3/1943 presentata da Dalla al Festival di Sanremo 1971; sempre da violinista ha collaborato, nello stesso periodo, anche con Sergio Endrigo.
Bruno Cabassi diventerà poi docente al Conservatorio Musicale di Ferrara, ed entrerà nella Mitteleuropa Orchestra diretta da Andrea Centazzo. 
Emanuele Ardemagni, detto "Manoli", è morto nel luglio 1988.

## Formazione
- Beppe Barlozzari – chitarra, voce
- Giorgio Lecardi – chitarra, batteria
- Bruno Cabassi – organo, tastiere
- Emanuele Ardemagni – basso
- Renzo Fontanella – violino, flauto, basso

### Altri componenti
- Daniela Casa – chitarra e voce
- Remigio Ducros – tastiere
- Luciano Bovi – basso
- Giovanni Pezzoli - batteria

## Discografia parziale
- 1966 - Lucio Dalla, 1999
- 1970 - Lucio Dalla, Terra di Gaibola
- 1971 - Lucio Dalla, Storie di casa mia
- 1991 - Lucio Dalla e Gli Idoli, Geniale? 1969-70 (inediti)